# 趙獻子
趙獻侯（？—前409年），本名趙浣，是中國戰國時期趙國的領袖，趙襄子趙毋卹长兄赵伯鲁之孙、趙周之子。
趙襄子本為趙簡子庶子，但趙簡子為了趙氏的未來，廢了嫡長子趙伯魯世子之位，將趙氏傳給聰慧的趙襄子。趙襄子因此決定尊重宗法，不立自己的兒子為繼承人，希望把趙氏傳給兄長伯魯的兒子趙周，把他封到代地立為代成君。由於代成君早死，又改立趙周之子趙浣為儲君。趙襄子死後，趙襄子的兒子趙桓子將趙浣流放，自立為君，繼位一年（或十四年）後病死。趙家宗室認為桓子為君本來就不是襄子的主意，於是聯手殺死了趙桓子的兒子，再迎回趙浣，擁立為君，死後諡為趙獻子。爾後其子趙籍（趙烈侯）稱侯，追諡其父為趙獻侯。